# 寶珊地震站
寶珊地震站，又稱寶珊道地震站，是香港一所測量地震的建築，位於香港島西半山的寶珊道中一段深入山中300米的排水隧道內，由香港天文台設立，於2010年2月18日啟用。
寶珊地震站設有寬頻地震儀和強震儀，主要職責是探測南海地震的地震波，以監測南海一帶發生的地震。寶珊地震站於2010年5月成為全球地震台網的第154個成員。

## 香港其他地震站
香港另有8個地震測量站，監測200公里範圍的鄰近地震活動，分別位於鶴咀、長洲、羗山、鉛礦凹、鹿頸、小欖、尖鼻咀及元五墳。 